# NFL sezona 1933.
NFL sezona 1933. je 14. po redu sezona nacionalne lige američkog nogometa. 
Sezona je počela 17. rujna 1933. Zbog uspjeha utakmice za naslov prvaka između Chicago Bearsa i Portsmouth Spartansa iz seone 1932., liga je podijelila klubove u dvije divizije (Istočnu i Zapadnu), a najbolja momčad iz svake divizije igrat će međusobno utakmicu za naslov prvaka. Ta utakmica je odigrana 17. prosinca 1933. u Chicagu u Illinoisu na stadionu Wrigley Field. U njoj su se sastali pobjednici istočne divizije New York Giantsi i pobjednici zapadne divizije Chicago Bearsi. Pobijedili su Bearsi rezultatom 23:21 i osvojili svoj treći naslov prvaka NFL-a.
Također, u ligu su ušle tri nove momčadi: Pittsburgh Piratesi, Philadelphia Eaglesi i Cincinnati Redsi. Ligu napuštaju Staten Island Stapletonsi, a Boston Bravesi mijenjaju ime u Boston Redskins.

## Poredak po divizijama na kraju regularnog dijela sezone
| Istočna divizija    |     |     |     |      |     |     |
| Momčad              | Pob | Por | Ner | %    | P+  | P-  |
| New York Giants*    | 11  | 3   | 0   | 78,6 | 244 | 101 |
| Brooklyn Dodgers    | 5   | 4   | 1   | 55,6 | 93  | 54  |
| Boston Redskins     | 5   | 5   | 2   | 50,0 | 103 | 97  |
| Philadelphia Eagles | 3   | 5   | 1   | 37,5 | 77  | 158 |
| Pittsburgh Pirates  | 3   | 6   | 2   | 33,3 | 67  | 208 |

| Zapadna divizija    |     |     |     |      |     |     |
| Momčad              | Pob | Por | Ner | %    | P+  | P-  |
| Chicago Bears*      | 10  | 2   | 1   | 83,3 | 133 | 82  |
| Portsmouth Spartans | 6   | 5   | 0   | 54,5 | 128 | 87  |
| Green Bay Packers   | 5   | 7   | 1   | 41,7 | 170 | 107 |
| Cincinnati Reds     | 3   | 6   | 1   | 33,3 | 38  | 110 |
| Chicago Cardinals   | 1   | 9   | 1   | 10,0 | 52  | 101 |

Napomena: * - pobjednici konferencije, % - postotak pobjeda, P± - postignuti/primljeni poeni

## Prvenstvena utakmica NFL-a
- 17. prosinca 1933. Chicago Bears - New York Giants 23:21

## Statistika po igračima
- Najviše jarda dodavanja: Harry Newman, New York Giants - 973
- Najviše jarda probijanja: Jim Musick, Boston Redskins - 809
- Najviše uhvaćenih jarda dodavanja: Paul Moss, Pittsburgh Pirates - 283

## Vanjske poveznice
- Pro-Football-Reference.com, statistika sezone 1933. u NFL-u
- NFL.com, sezona 1933.